# ایساو ماتسوشیتا
ایساو ماتسوشیتا (انگلیسی: Isao Matsushita) (زاده ۱۹۴۲) کارآفرین، بازرگان و مدیر ارشد اجرایی ژاپنی است، که اکنون به‌عنوان مدیر عامل شرکت جی‌اکس هولدینگز فعالیت می‌نماید. 